# لیگ برتر کنیا
لیگ برتر کنیا (Kenyan Premier League) که به دلایل حمایت مالی رسماً به عنوان لیگ برتر FKF و به عنوان لیگ برتر بت‌کینگ (BPL) شناخته می‌شود، یک لیگ حرفه‌ای برای باشگاه‌های فوتبال انجمن مردان در کنیا است. این لیگ که در راس سیستم لیگ فوتبال کنیا ایستاده بود، در سال ۱۹۶۳ زیر نظر فدراسیون فوتبال کنیا تشکیل شد اما اکنون تحت کنترل فدراسیون کنیای فوتبال است. در مسابقات ۱۸ باشگاه شرکت می‌کنند و با سیستم صعود و سقوط با لیگ برتر ملی کنیا کار می‌کند. گور ماهیا با ثبت ۱۹ عنوان قهرمانی قهرمان فعلی لیگ و پرافتخارترین باشگاه لیگ است.آنها ۱۵ سال است ک بدلیل مشکلات ورزشی لیگ برتر ندارند